# George Stuart Robertson
Pour les articles homonymes, voir George Robertson et Robertson.
George Stuart Robertson, né le 25 mai 1872 à Londres et décédé le 29 janvier 1967 dans la même ville, est un athlète et avocat britannique, ayant participé aux Jeux olympiques de 1896 à Athènes.

## Biographie
Robertson est initialement un spécialiste du lancer de marteau, discipline dans laquelle il a remporté plusieurs compétitions inter-université en Angleterre. L'épreuve ne figurant pas au programme des Jeux d'Athènes, il s'inscrit finalement au lancer du disque et se classe quatrième avec un jet de 25,20 mètres.
Il dispute parallèlement le tournoi de tennis où il perd au premier tour contre Konstantínos Paspátis. En double messieurs avec l'Australien Teddy Flack, il dispute et perd son seul match en demi-finales contre la paire Dionýsios Kásdaglis-Dimítrios Petrokókkinos, ce qui a été assimilé a posteriori à une troisième place. Ce résultat a été attribué à l'équipe mixte.
Lors de la cérémonie de clôture officielle le mercredi 15 avril 1896 dans le stade panathénaïque, la famille royale grecque préside la cérémonie de clôture. Celle-ci est ouverte par l'hymne national de la Grèce, suivi par une ode composée en grec ancien par George Stuart Robertson. Les paroles du sportif touchent le roi Georges Ier de Grèce qui le récompense immédiatement d'une couronne de laurier et lui octroie une nomination dans l'Ordre du Sauveur.
Robertson a étudié à Winchester puis obtient une bourse du New College d'Oxford. En 1899, il commence une formation d'avocat au Middle Temple. Il est nommé en 1907 au General Council of the Bar, l'association professionnelle des barrister en Angleterre et au Pays de Galles. À partir de 1923 et jusqu'à sa retraite en 1937, il occupe le poste de commissaire à l'assurance industrielle. Il était à sa mort le dernier athlète britannique encore en vie des Jeux d'Athènes.

## Palmarès
- Jeux olympiques d'été de 1896 à Athènes  Grèce:
  -  Médaille de bronze en double en tennis avec Teddy Flack